# 트루 코퍼레이션
트루 코퍼레이션(True Corporation) 또는 트루 코퍼레이션 퍼블릭 컴퍼니 리미티드(True Corporation Public Company Limited, 이하 true)는 태국의 통신 대기업이다. CP그룹(Charoen Pokphand Group)과 텔레노르의 합작 투자 회사로, 기존 트루 코퍼레이션과 DTAC가 동등한 파트너십 형태로 합병하여 디지털 시대의 요구를 완벽하게 충족할 수 있는 새로운 통신 회사를 설립했다. 트루는 태국 최대 케이블 TV 제공업체인 트루비전스(TrueVisions), 태국 최대 인터넷 서비스 제공업체인 트루 온라인(True Online), 태국 최대 이동통신 사업자 트루무브 H(TrueMove H), 그리고 AIS에 이어 2위와 3위를 차지한 DTAC 트라이넷(DTAC TriNet)을 보유하고 있다. 또한 트루 디지털(True Digital)이라는 브랜드로 TV, 인터넷, 온라인 게임, 휴대폰 등 엔터테인먼트 미디어 사업을 운영하고 있다. 2014년 8월 기준, 트루와 트루 텔레커뮤니케이션스 그로스 인프라스트럭처 펀드(True Telecommunications Growth Infrastructure Fund)의 시가총액 합계는 100억 달러에 달한다. 트루무브는 보다폰 그룹의 파트너이기도 하다. 2023년 3월 기준으로 차로엔 폭판드 그룹(Charoen Pokphand Group)과 텔레노르는 트루 주식의 30%를 동등하게 소유하고 있다. 트루는 유선 전화(NT(이전 명칭 TOT)의 양수자로서), 무선, 케이블 TV, IPTV 및 광대역 서비스를 운영한다.